# Absberg
Absberg é um município da Alemanha, situado no distrito de Weißenburg-Gunzenhausen, no estado da Baviera. Tem 18,99 km² de área, e sua população em 2019 foi estimada em 1.382 habitantes.